# Aula Scarpa
L'aula Scarpa è una storica aula dell'Università degli Studi di Pavia, progettata nel 1785 da Leopoldo Pollack.

## Storia
L’università disponeva, fin dal XVI secolo, di un teatro anatomico, tuttavia, con l’arrivo di Antonio Scarpa nel 1783, che intendeva trasformare la scuola anatomica pavese in una delle migliori d’Europa, si rese necessario la creazione di un nuovo teatro, più adatto alle nuove impostazioni della ricerca e della didattica. Il progetto del teatro anatomico fu inizialmente affidato a Giuseppe Piermarini, ma l’elaborato proposto non piacque né all’imperatore Giuseppe II, che finanziava l’opera, né ai professori dell’università e quindi fu incaricato Leopoldo Pollack, che si avvalse della consulenza di Antonio Scarpa, di predisporre un nuovo progetto che doveva assomigliare, secondo l’indicazione del cancelliere Wenzel Anton von Kaunitz-Rietberg, al teatro anatomico da poco realizzato nella Scuola Chirurgica Militare di Vienna, diretta dal pavese Giovanni Alessandro Brambilla. I lavori iniziarono nel 1785 e l’aula fu terminata nel 1786. Attualmente l’aula è usata per convegni e congressi.

## Descrizione
Nella progettazione dell’aula, il Pollack s’ispirò alla forma dei teatri antichi, e in particolare al teatro Olimpico del Palladio. La pianta è semicircolare, sul lato corto si aprono cinque finestre a tutto sesto, decorate, tra una finestra e l'altra, da affreschi raffiguranti urne cinerarie con geni alati di tipo funerario. Lungo il lato curvo si susseguono delle nicchie contenenti i busti marmorei di alcuni professori che insegnarono, o si formarono, nell’università, come Antonio Scarpa, Bartolomeo Panizza, Luigi Sala, Antonio Pensa, Giovanni Alessandro Brambilla, Johann Peter Frank e Luigi Porta. La cavea, arricchita da balaustre, è totalmente realizzata in legno. Il soffitto originariamente era a cassettoni, ma fu sostituito, dopo il 1819, dall’elegante volta a ombrello, dotata di lanterna, progettata da Giuseppe Marchesi. Gli affreschi, opera di alcuni allievi di Andrea Appiani, raffigurano figure alate che stringono ferri chirurgici alternate a grottesche. Il tema dominante dell’aula è la morte, evidenziata, come si usava nel periodo neoclassico, anche dalla decorazione, l’epigrafe posta sopra la porta d’ingresso è infatti decorata da vasi funebri, così come la facciata esterna, molto rigorosa, è formata da un muro bugnato, provvisto di timpano, all’interno del quale si apre un oculo contenente un vaso cinerario.

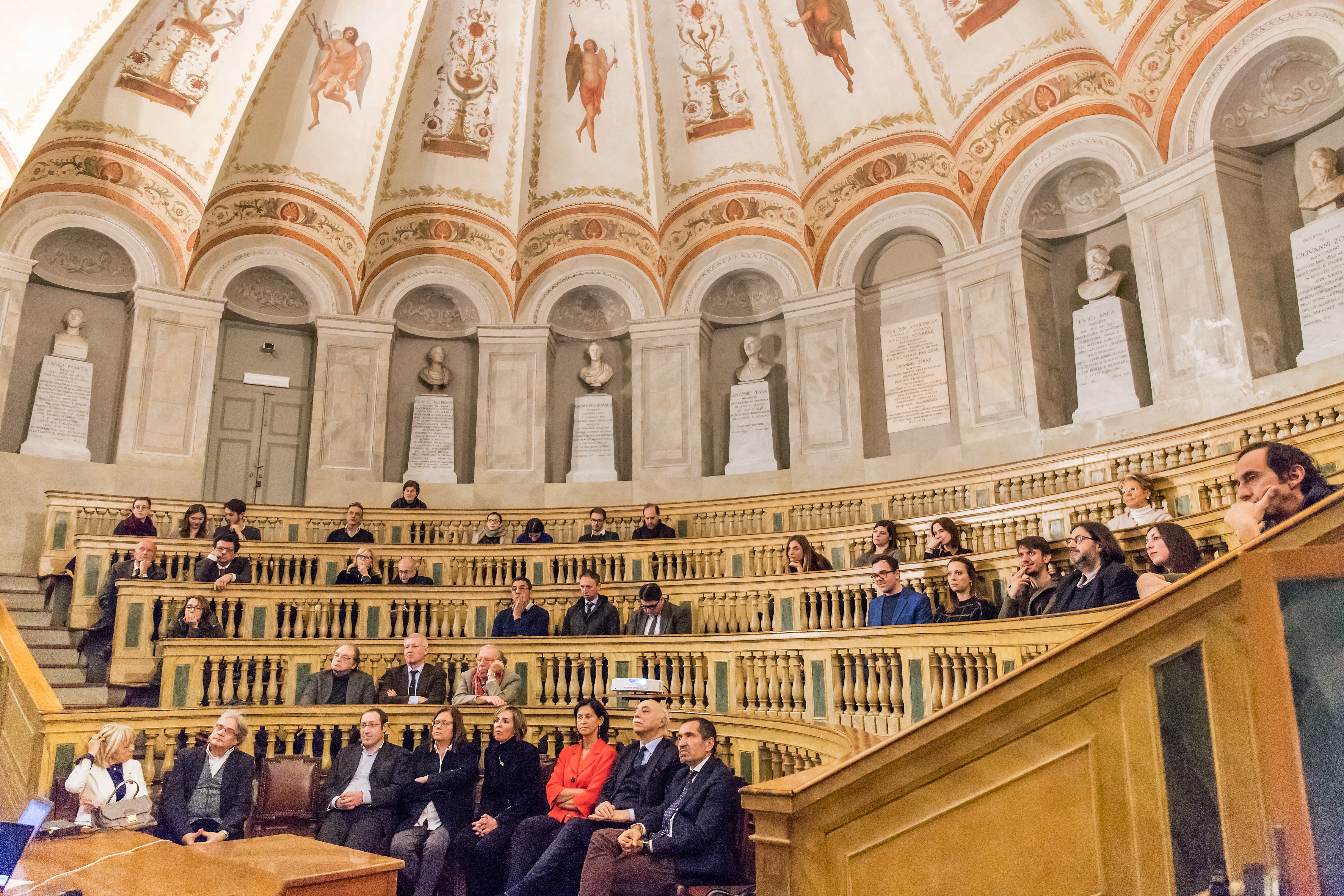
L'interno
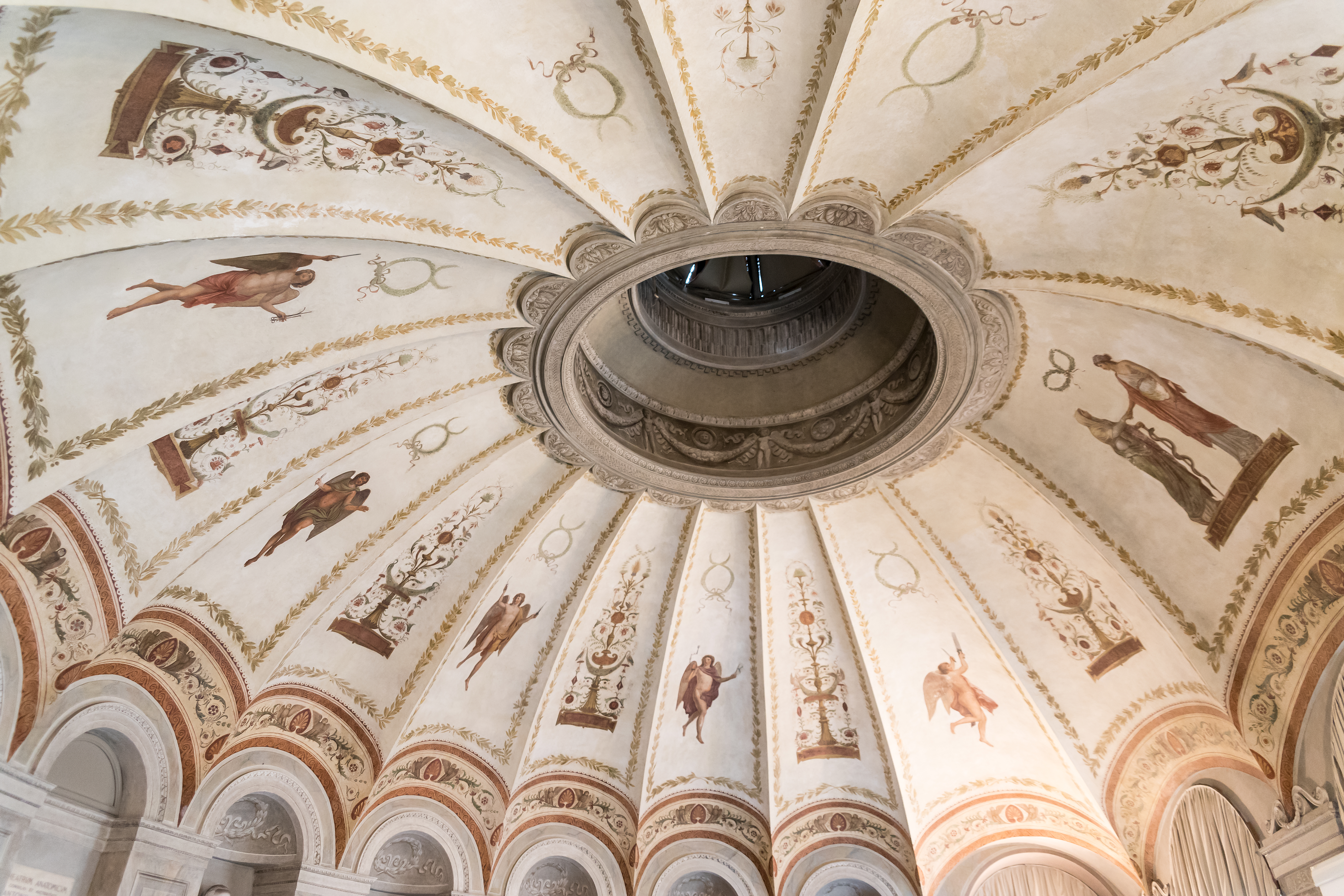
La volta
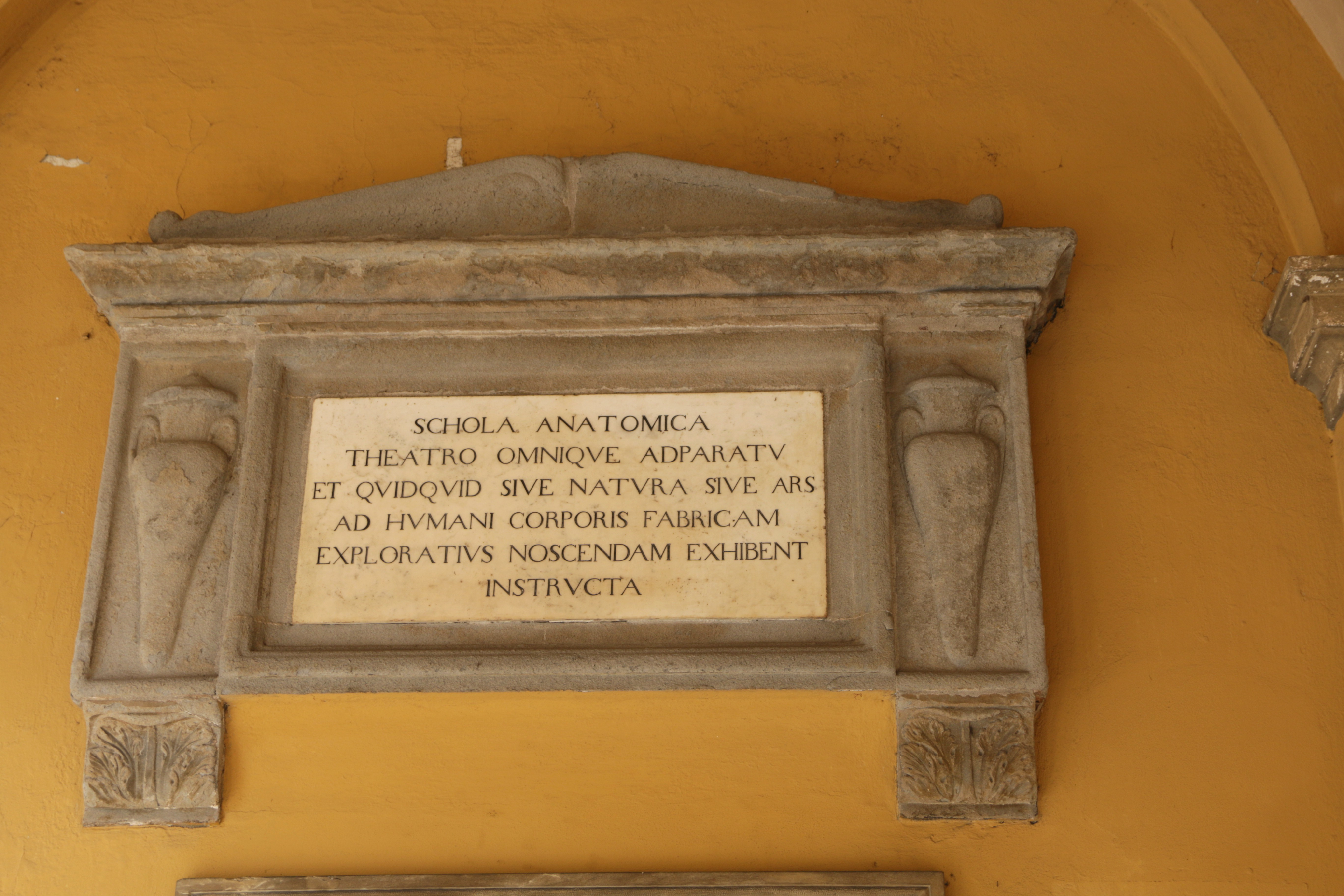
Epigrafe all'ingresso dell'aula